# Pello Bilbao
Pello Bilbao López de Armentia (Guernica y Luno, Vizcaya, 25 de febrero de 1990) es un ciclista español. Desde 2020 corre en el equipo Team Bahrain Victorious.

## Biografía

### Categorías inferiores

#### Formación en la S. C. Gernikesa
Se formó como ciclista en las filas de la S. C. Gernikesa dirigida por el exciclista y mecánico Jesús Ángel Ruiz Terán, un club de cantera convenido de la Fundación Euskadi (propietaria del equipo Euskaltel-Euskadi, de categoría ProTour, y de varios filiales). Bilbao se convirtió en uno de los corredores con beca de la estructura dirigida por Miguel Madariaga.
En 2007, en su primer año de juvenil, fue sexto en el Campeonato de España contrarreloj.
En 2008 afrontaba su segundo y último año como juvenil. Empezó la temporada haciéndose con la victoria en la primera prueba puntuable del Trofeo Euskal Herria: ganó la Subida a Uzarraga en Anzuola al llegar en solitario a la línea de meta tras deshacerse de sus rivales en la ascensión final. Posteriormente se impuso también en Albóniga, Mendata, Sodupe, Valle de Yerri y Sangüesa, logrando un total de cinco victorias. También participó a buen nivel en carreras de la Copa de España, donde concluyó octavo.
Ese año fue además el primer ciclista en participar en el programa de intercambios de la Fundación; debido a ello, durante las dos primeras semanas de septiembre vivió en Marsella para participar en diversas carreras, incluido el Giro de la Lunnigiaga de Italia, enrolado en las filas del Vélo-Club La Pomme Marseille.

#### Ciclismo amateur

##### 2009
Su paso al campo amateur se produjo en las filas del equipo alavés Naturgas Energía, filial de la Fundación Euskadi. Debutó en la categoría en 2009. Ganó el Larrabezúa, Anzuola. Estuvo luchando por el triunfo en el Trofeo Lehendakari, donde fue finalmente cuarto con 108 puntos, veinte menos que el ganador, el valenciano Ramón Domene (Seguros Bilbao). Fue una de las revelaciones de ese año.

##### 2010
En 2010 ganó el Torneo sub-23. Fue también campeón de Euskadi sub-23. En la Subida a Gorla (Euskaldun) de Vergara fue segundo después de un ajustado sprint con Jesús Herrada; el final fue tan apretado que hubiese sido necesario el sistema de foto-finish para decidir el ganador real; la decisión final correspondió al juez de meta, quien basándose en lo que había visto in situ decidió conceder la victoria a Herrada. La consiguiente polémica (Bilbao mostró su desacuerdo con la decisión de los jueces árbitro y su equipo reclamó) motivó un debate sobre la necesidad de adoptar nuevas medidas para evitar ese tipo de situaciones. En la Vuelta al Bidasoa finalizó séptimo.
Su primer triunfo de la temporada llegó dos meses después, en mayo, cuando se impuso en la carrera de Natxitua (sub-23) tras batir con su punta de velocidad al otro fugado. Ese triunfo, cosechado en una carrera organizada por la S. C. Gernikesa en la que se formó y en una zona utilizada por él mismo para sus entrenamientos, le permitió además escalar a la tercera posición del Trofeo sub-23. Posteriormente logró también la victoria en Marquina (Lehendakari), así como en Sopelana (sub-23).
Fue segundo en la carrera de Pentecostés (sub-23) de Vergara, en Gatzaga (Euskaldun), y en la carrera de San Román de Múgica (sub-23, y organizada por la Gernikesa). El corredor había manifestado su deseo de participar en la Bira, la vuelta por etapas vizcaína, si finalmente se celebraba; sin embargo la prueba no se disputó por falta de patrocinadores.
Con esos resultados llegó como líder del torneo sub-23 a su prueba de casa, la carrera de San Bartolomé de Guernica y Luno organizada por la Gernikesa y consistente en cinco vueltas a Arrazua y una sexta que incluía la ascensión al Balcón de Vizcaya, con inicio y final en el barrio guerniqués de Rentería; Bilbao terminó sexto, lastrado por un pinchazo, aunque siguió encabezando la clasificación del torneo.
En las últimas carreras mantuvo el liderato y se proclamó vencedor del Trofeo sub-23. Además, en esa parte final de la temporada logró ganar una carrera en Vergara: tras los dos segundos puestos logrados en las dos carreras celebradas hasta entonces en la localidad guipuzcoana (Gorla y Pentecostés), se hizo con la victoria en la tercera, la de San Martín (última carrera del Lehendakari).

### Ciclismo profesional

#### Primeros años

##### 2010: debut en Orbea y salto al Euskaltel-Euskadi
En 2010 debutó como profesional en el Orbea Continental, de categoría Continental. En el equipo negro tuvo un destacado inicio de temporada, con buenas actuaciones en la Challenge de Mallorca y la Vuelta a Andalucía. Ello, unido al hecho de que el sprinter naranja Koldo Fernández de Larrea hubiera sufrido una fractura de clavícula durante la ronda andaluza, hizo que Miguel Madariaga anunciara el 1 de marzo, durante la presentación oficial del Orbea, que Bilbao pasaría al primer equipo, el Euskaltel-Euskadi de categoría UCI ProTeam.
Su debut en la formación estaba previsto para el Critérium Internacional que se disputaría en Córcega a finales de ese mes. Sin embargo, unos días antes sufrió una caída cuando se entrenaba y se fracturó el olécranon de su codo izquierdo, causando baja para dos meses.
El 11 de julio de 2023 llegó su victoria de mayor prestigio, logrando la victoria en la décima etapa del Tour de Francia, imponiéndose al esprint a sus compañeros de fuga.

## Palmarés
| 2014 - Klasika Primavera 2015 - 1 etapa de la Vuelta a Castilla y León - 1 etapa del Tour de Turquía - Tour de Beauce 2016 - 1 etapa del Tour de Turquía 2018 - 1 etapa del Tour de los Alpes - 1 etapa del Critérium del Dauphiné 2019 - 1 etapa de la Vuelta a Murcia - 2 etapas del Giro de Italia - 2.º en el Campeonato de España Contrarreloj | 2020 - Campeonato de España Contrarreloj 2021 - 1 etapa del Tour de los Alpes 2022 - 1 etapa de la Vuelta al País Vasco - 1 etapa del Tour de los Alpes - 1 etapa de la Vuelta a Alemania 2023 - 1 etapa del Tour Down Under - 1 etapa del Tour de Francia 2024 - 1 etapa del Tour de Eslovenia |

## Resultados

### Grandes Vueltas
Durante su carrera deportiva ha conseguido los siguientes puestos en las Grandes Vueltas:
| Carrera | Carrera         | 2010 | 2011 | 2012 | 2013 | 2014 | 2015 | 2016 | 2017 | 2018 | 2019 | 2020 | 2021 | 2022 | 2023 | 2024 | 2025 |
| ------- | --------------- | ---- | ---- | ---- | ---- | ---- | ---- | ---- | ---- | ---- | ---- | ---- | ---- | ---- | ---- | ---- | ---- |
|         | Giro de Italia  | —    | —    | —    | —    | —    | —    | —    | 66.º | 6.º  | 31.º | 5.º  | 13.º | 5.º  | —    | —    | 30.º |
|         | Tour de Francia | —    | —    | —    | —    | —    | —    | —    | —    | —    | 54.º | 16.º | 9.º  | —    | 6.º  | Ab.  | ―    |
|         | Vuelta a España | —    | —    | —    | —    | 60.º | 97.º | 78.º | 23.º | 27.º | —    | —    | ―    | —    | —    | —    | —    |

### Vueltas menores
| Carrera | Carrera                | 2010 | 2011 | 2012  | 2013  | 2014 | 2015 | 2016 | 2017  | 2018 | 2019 | 2020 | 2021 | 2022 | 2023 | 2024 | 2025 |
| ------- | ---------------------- | ---- | ---- | ----- | ----- | ---- | ---- | ---- | ----- | ---- | ---- | ---- | ---- | ---- | ---- | ---- | ---- |
|         | Tour Down Under        | —    | —    | —     | —     | —    | —    | —    | —     | —    | —    | —    | —    | —    | 3.º  | —    | —    |
|         | París-Niza             | —    | —    | Ab.   | —     | —    | —    | —    | —     | —    | —    | Ab.  | —    | —    | —    | 23º. | —    |
|         | Tirreno-Adriático      | —    | —    | —     | —     | —    | —    | 89.º | —     | —    | —    | —    | 61.º | 9.º  | —    | —    | 9.º  |
|         | Volta a Cataluña       | —    | —    | —     | —     | —    | —    | —    | F.c.  | 48.º | 28.º | X    | —    | —    | —    | —    | —    |
|         | Vuelta al País Vasco   | —    | —    | —     | —     | —    | 56.º | 17.º | 110.º | 8.º  | 53.º | X    | 6.º  | 5.º  | Ab.  | 6.º  | 83.º |
|         | Tour de Romandía       | —    | —    | —     | 103.º | —    | —    | —    | 24.º  | —    | —    | X    | —    | —    | —    | —    |      |
|         | Critérium del Dauphiné | —    | 95.º | 146.º | 73.º  | —    | —    | —    | —     | 27.º | —    | 33.º | —    | —    | —    | —    |      |
|         | Vuelta a Suiza         | —    | —    | —     | —     | —    | —    | —    | 10.º  | —    | —    | X    | —    | —    | Ab.  | —    |      |
|         | Tour de Polonia        | —    | —    | —     | —     | —    | —    | —    | —     | —    | —    | —    | —    | 3.º  | —    | 35.º |      |

### Clásicas y Campeonatos
| Carrera                 | Carrera                 | 2010 | 2011 | 2012  | 2013 | 2014 | 2015 | 2016 | 2017 | 2018 | 2019 | 2020 | 2021 | 2022 | 2023 | 2024 | 2025 |
| ----------------------- | ----------------------- | ---- | ---- | ----- | ---- | ---- | ---- | ---- | ---- | ---- | ---- | ---- | ---- | ---- | ---- | ---- | ---- |
| Strade Bianche          | Strade Bianche          | —    | —    | —     | —    | —    | —    | —    | —    | —    | —    | —    | 10.º | 5.º  | 7.º  | —    | 5.º  |
| E3 Saxo Classic         | E3 Saxo Classic         | —    | —    | —     | Ab.  | —    | —    | —    | —    | —    | —    | —    | —    | —    | —    | —    | —    |
| Gante-Wevelgem          | Gante-Wevelgem          | —    | —    | —     | Ab.  | —    | —    | —    | —    | —    | —    | —    | —    | —    | —    | —    | —    |
|                         | Tour de Flandes         | —    | —    | —     | Ab.  | —    | —    | —    | —    | —    | —    | —    | —    | —    | —    | —    | —    |
| Scheldeprijs            | Scheldeprijs            | —    | —    | —     | 36.º | —    | —    | —    | —    | —    | —    | —    | —    | —    | —    | —    | —    |
|                         | París-Roubaix           | —    | —    | —     | Ab.  | —    | —    | —    | —    | —    | —    | X    | —    | —    | —    | —    | —    |
| Amstel Gold Race        | Amstel Gold Race        | —    | —    | 137.º | —    | —    | —    | —    | —    | —    | —    | X    | —    | —    | —    | 9.º  | 25.º |
| Flecha Valona           | Flecha Valona           | —    | —    | 44.º  | —    | —    | —    | —    | 57.º | —    | —    | —    | —    | —    | 91.º | Ab.  | 57.º |
|                         | Lieja-Bastoña-Lieja     | —    | —    | —     | —    | —    | —    | —    | 58.º | —    | —    | —    | —    | —    | 43.º | 9.º  | 29.º |
| Clásica San Sebastián   | Clásica San Sebastián   | —    | —    | —     | —    | 38.º | 93.º | 46.º | Ab.  | 18.º | 19.º | X    | —    | —    | 2.º  | —    | Ab.  |
| Bretagne Classic        | Bretagne Classic        | —    | 38.º | 45.º  | 51.º | —    | —    | —    | —    | —    | 61.º | —    | —    | —    | —    | 19.º |      |
| Gran Premio de Quebec   | Gran Premio de Quebec   | —    | —    | Ab.   | Ab.  | —    | —    | —    | —    | —    | 64.º | X    | X    | 12.º | 80.º | 9.º  |      |
| Gran Premio de Montreal | Gran Premio de Montreal | —    | —    | 39.º  | 38.º | —    | —    | —    | —    | —    | Ab.  | X    | X    | 9.º  | 29.º | 2.º  |      |
|                         | Giro de Lombardía       | —    | —    | 54.º  | —    | —    | —    | —    | 29.º | —    | —    | —    | —    | —    | —    | —    |      |
| París-Tours             | París-Tours             | —    | Ab.  | —     | 16.º | —    | —    | —    | —    | —    | —    | —    | —    | —    | —    | —    |      |
| Mundial en Ruta         | Mundial en Ruta         | —    | —    | —     | —    | —    | —    | —    | —    | —    | —    | 20.º | —    | —    | —    | Ab.  |      |
| Mundial Contrarreloj    | Mundial Contrarreloj    | —    | —    | —     | —    | —    | —    | —    | —    | —    | —    | 26.º | —    | —    | —    | —    |      |
| España en Ruta          | España en Ruta          | —    | 53.º | —     | 10.º | 68.º | 52.º | Ab.  | —    | —    | 8.º  | —    | 6.º  | —    | —    | —    |      |
| España Contrarreloj     | España Contrarreloj     | —    | —    | —     | —    | —    | —    | —    | —    | —    | 2.º  | 1.º  | 5.º  | —    | —    | —    |      |

—: No participa

Ab.: Abandona

X: No se disputó

## Equipos
- Orbea Continental (2010)[42]
- Euskaltel-Euskadi (2010[43] -2012)
- Euskaltel Euskadi (2013)
- Caja Rural-Seguros RGA (2014-2016)
- Astana (2017-2019)
- Bahrain[44] (2020-)
  - Team Bahrain McLaren (2020)
  - Team Bahrain Victorious (2021-)